# SSDP
El Protocolo Simple de Descubrimiento de Servicios (Simple Service Discovery Protocol) es un protocolo que sirve para la búsqueda de dispositivos UPnP en una red. Utiliza UDP en unicast o multicast en el puerto 1900 para anunciar los servicios de un dispositivo. Sólo la información más importante acerca del dispositivo y el servicio ofrecido está contenido en los mensajes intercambiados.
El protocolo se utiliza también para buscar ciertos servicios en la red. Un Punto de Control UPnP (UPnP Control Point) manda un mensaje a todos los dispositivos en la red por el mismo canal, igual que los anuncios. Si alguno de ellos ofrece el servicio deseado le contesta con un mensaje normal HTTP con el código '200 OK'. Este mensaje se manda en UDP unicast.

## Estructura
Un paquete SSDP consiste en un HTTP-Request con la instrucción 'NOTIFY' para anunciar o con 'M-SEARCH' para buscar un servicio. El HTTP-Body queda vacío. La cabecera contiene atributos específicos de UPnP.
- NTS (Notification Sub Type) puede tener el valor "ssdp:alive" para registrarse o "ssdp:byebye" para anular el registro del dispositivo.
- USN (Unique Service Name) contiene una identificación única.
- LOCATION contiene la URL de la descripción